# 대한민국의 검열
대한민국의 검열은 대한민국의 특정한 정보의 출판, 배포, 확인을 일부 제한하는 일을 가리킨다.

## 주제별 문제

### 교육
- 2011년 2월 15일 한동대학교 측에서 한 교수가 이명박 정부와 학교 총장을 비판한 데 대하여 징계를 받는 일이 있었다.[1]
- 대한민국의 국어국문학과 대학교수가 대학생들에게 북한의 이적 표현물에 대한 감상문 쓰기가 이슈화되었다.[2]

### 인터넷
대한민국은 방송통신심의위원회가 2000년대에 들어서면서 인터넷 서비스 제공자와 협력하여 불법 정보를 담고 있는 사이트를 차단하기 시작했다. 이는 외국에 거처를 둔 불법 사이트의 경우는 대한민국의 인터넷 이용자를 목표로 사이트를 만들었다고 해도 외국의 법을 적용받는 까닭에 처벌하기 힘들다는 명목 하에서다.

### 음악
2010년 11월, 한 여성은 MP3 파일을 소유한 한 혐의로 대법원에서 징역 2년에 집행유예 4년, 자격정지 2년을 선고 받았다. 이유는 가사는 없지만 제목이 북한을 찬양한다.

### 방송
방송통신위원회는 대한민국의 텔레비전, 라디오, 인터넷 등의 방송 정책 및 규제를 다룬다. 여러 분야에 걸친 각종 심의를 하게 되는데, 이것이 검열에 해당된다는 비판이 있다.
BBC 월드 뉴스는 2022년 12월31일 부터 중국의 검열처럼 전면 차단되었다.
대한민국 국방부는 군부대 내의 나는 꼼수다의 방송을 일부 제한 조치를 결정하였다.

### SNS
카카오톡 그룹 오픈채팅방에서 사진 및 동영상 전송 시 전기통신사업법에 따라 방송통신심의위원회에서 불법촬영물 등으로 심의·의결한 정보에 해당하는 경우 전송과 이용이 제한된다.

## 같이 보기
- 검열
- 인터넷 검열
- 대한민국의 불온서적
- 문화예술계 블랙리스트 사건